# 思顺乡
思顺乡，是中华人民共和国江西省赣州市崇义县下辖的一个乡镇级行政单位。

## 行政区划
思顺乡下辖以下地区：
思顺村、沿佑村、南洲村、长江村、山院村、上峙村、新地村和齐云山村。